# Ånedin-Linjen
Ej att förväxla med Onedinlinjen.

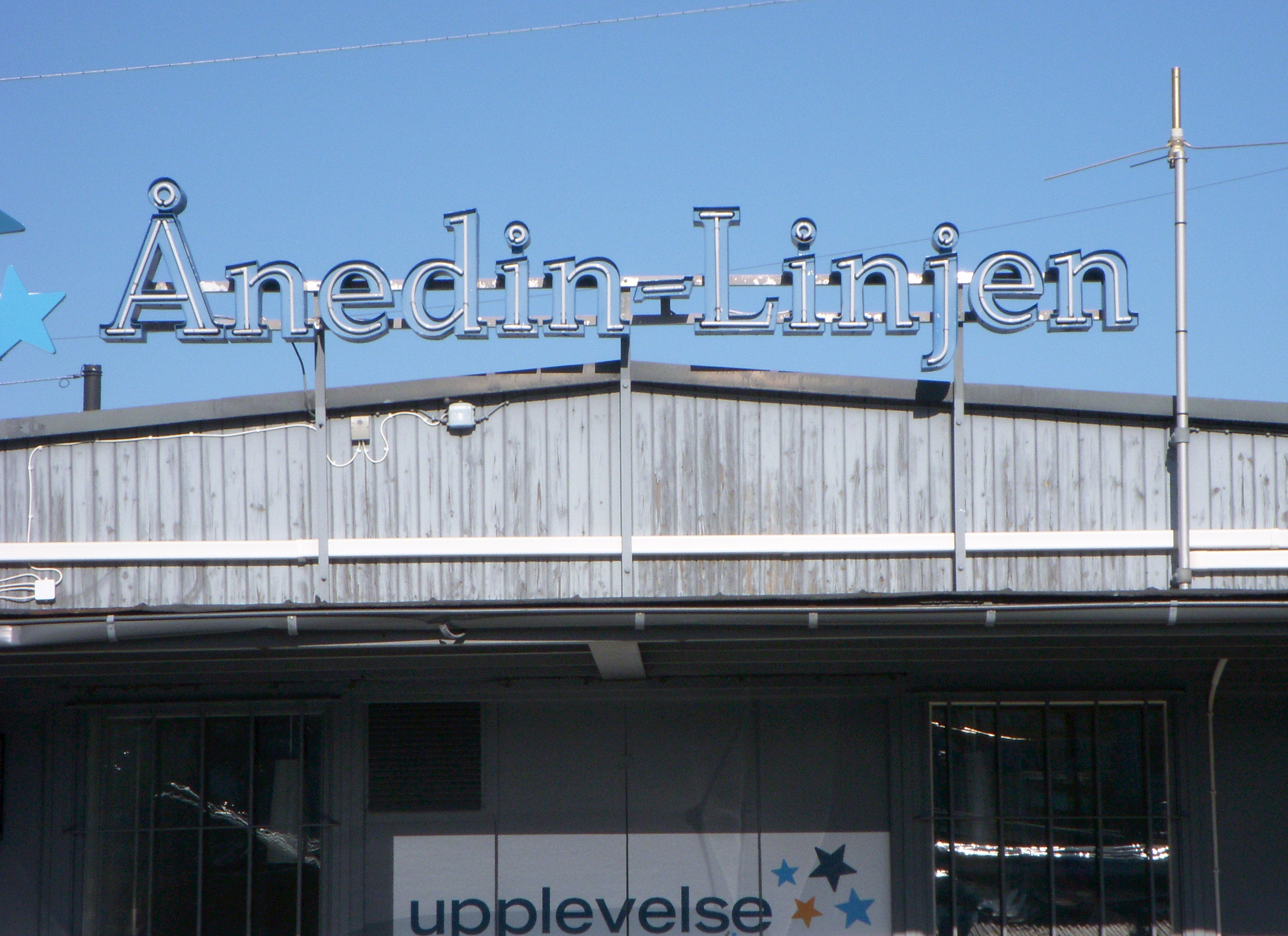
Ånedin Linjens neonskylt på Tullhus 1, på Skeppsbron, 2011.

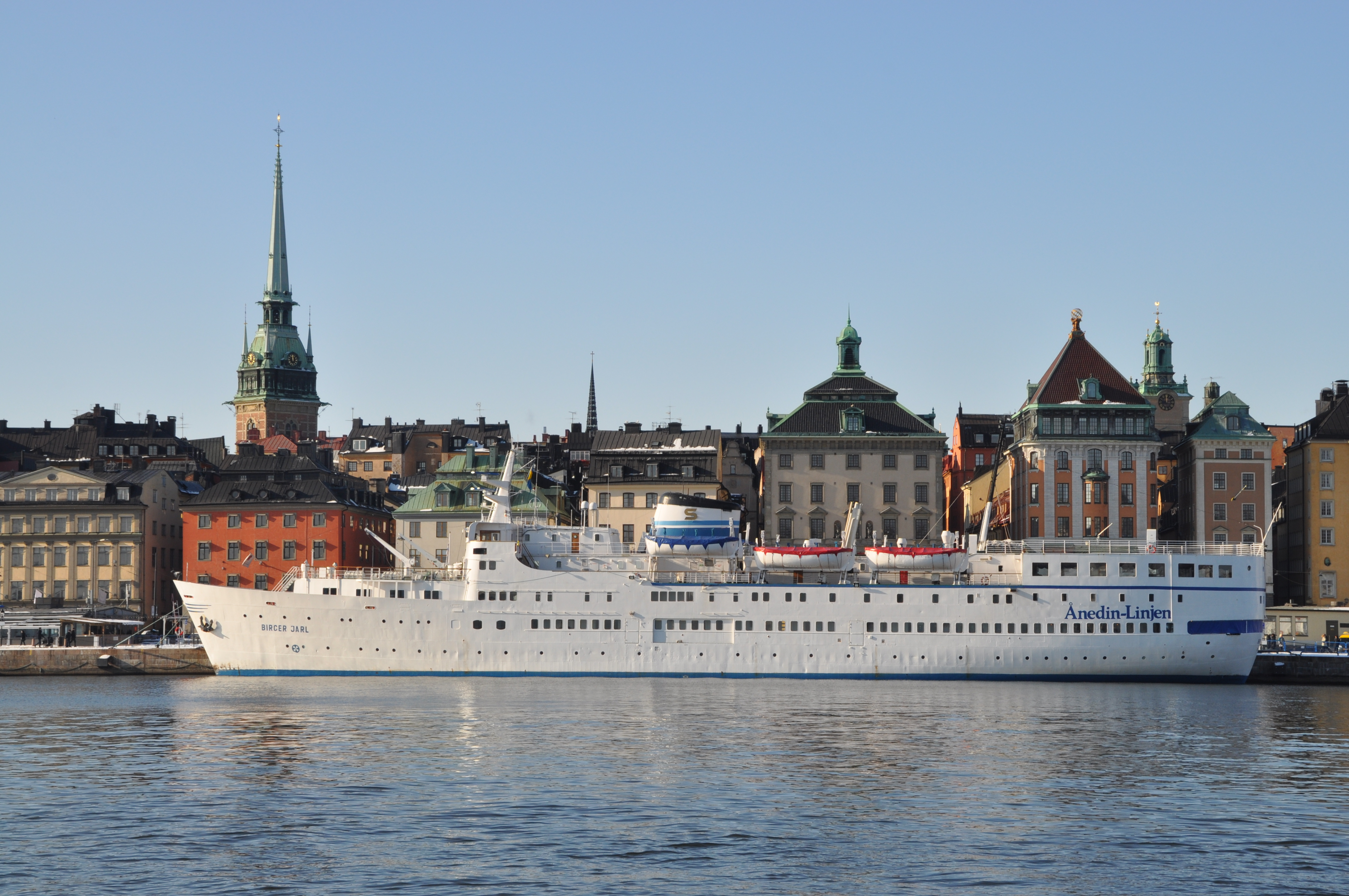
M/S Birger Jarl vid Skeppsbron

Ånedin-Linjen/Rederi AB Allandia var ett svenskt rederi baserat i Stockholm
Rederiet bildades 1974 men har sedan haft olika ägare. Namnet skulle anspela på den populära brittiska TV-serien Onedinlinjen (originaltitel: The Onedin Line), som gick ungefär samtidigt. Jungfruturen gick den 6 juni 1974 med fartyget Ålänningen. 2002 såldes företaget till Rederi Allandia AB, som tidigare haft fartygen Artemis K (1973) och Achilleus (1974-1979). 
Mellan 1979 och sommaren 2013 trafikerade M/S Birger Jarl rutten mellan Stockholm och Mariehamn. Linjen lades ned på grund av bristande lönsamhet och fartyget, som vid nedläggningen var rederiets enda, omvandlades till ett vandrarhem vid Skeppsbron i Stockholm.
Den 1 juni 2015 är flyttdatumet för vandrarhems/hotellverksamheten från Skeppsbron till Stadsgårdskajen 156 mellan Fotografiska museet och Birka Cruises.
Rederiet ägs av Micael Strauch och VD är hans bror Magnus Strauch.